# Dundee FC
A Dundee FC egy 1893-ban alapított skót labdarúgócsapat, melynek székhelye Dundee-ben található. A klub színei: kék és fehér. Hazai mérkőzéseit a Dens Parkban játssza.

## Sikerlista
- Skót bajnokság:

Aranyérmes (1): 1961–62
Ezüstérmes (4): 1902–03, 1906–07, 1908–09, 1948–49
- Skót másodosztály:

Aranyérmes (5): 1946–47, 1978–79, 1991–92, 1997–98, 2013–14
Ezüstérmes (4): 1980–81, 2007–08, 2009–10, 2011–12
- Skót kupa:

Aranyérmes (1): 1909–10
Ezüstérmes (4): 1924–25, 1951–52, 1963–64, 2002–03
- Skót ligakupa:

Aranyérmes (3): 1951–52, 1952–53, 1973–74
Ezüstérmes (3): 1967–68, 1980–81, 1995–96
- Scottish Challenge Cup:

Aranyérmes (2): 1990–91, 2009–10
Ezüstérmes (1): 1994–95
- UEFA-bajnokok ligája:

Elődöntős (1): 1962–63
- Vásárvárosok kupája

Elődöntős (1): 1967–68

## Jelenlegi keret
2020. június 1.
| #  |     | Poszt | Név              |
| -- | --- | ----- | ---------------- |
| 1  | SCO | K     | Jack Hamilton    |
| 2  | SCO | V     | Cammy Kerr       |
| 3  | SCO | V     | Jordan McGhee    |
| 4  | SCO | KP    | Jamie Ness       |
| 5  | SCO | V     | Jordon Forster   |
| 6  | ENG | V     | Josh Meekings () |
| 8  | SCO | KP    | Shaun Byrne      |
| 9  | ENG | CS    | Andrew Nelson    |
| 10 | SCO | KP    | Paul McGowan     |
| 11 | SCO | KP    | Declan McDaid    |
| 12 | ENG | K     | Calum Ferrie     |
| 14 | SCO | KP    | Graham Dorrans   |
| 15 | IRL | V     | Tom Field        |

| #  |     | Poszt | Név                |
| -- | --- | ----- | ------------------ |
| 16 | ENG | V     | Christie Elliott   |
| 19 | SCO | KP    | Finlay Robertson   |
| 22 | SCO | KP    | Callum Moore       |
| 23 | ENG | V     | Jordan Marshall    |
| 24 | SCO | KP    | Max Anderson       |
| 25 | SCO | KP    | Lyall Cameron      |
| 26 | SCO | KP    | Josh Mulligan      |
| 27 | SCO | KP    | Luke Strachan      |
| 28 | ENG | CS    | Kane Hemmings      |
| 29 | SCO | V     | Sam Fisher         |
| 30 | SCO | K     | Harrison Sharp     |
| 31 | SCO | KP    | Michael Cunningham |
| 40 | SCO | V     | Grant Rodger       |

## Fordítás
- Ez a szócikk részben vagy egészben  a   Dundee F.C. című angol Wikipédia-szócikk fordításán alapul.  Az eredeti cikk szerkesztőit annak laptörténete sorolja fel. Ez a jelzés csupán a megfogalmazás eredetét és a szerzői jogokat jelzi, nem szolgál a cikkben szereplő információk forrásmegjelöléseként.